# Verbandsgemeinde Maikammer
Verbandsgemeinde Maikammer é uma Associação municipal da Alemanha localizada no distrito de Südliche Weinstraße, no estado da Renânia-Palatinado.

## Comunidades
- Kirrweiler,
- Maikammer
- Sankt Martin.

## Política
Cadeiras ocupadas na associação municipal:
|      | SPD | CDU | BL | FWG | Gesamt      |
| 2009 | 5   | 13  | 3  | 3   | 24 Cadeiras |
| 2004 | 5   | 13  | 3  | 3   | 24 Cadeiras |